# When the Children Cry
When the Children Cry è una power ballad del gruppo musicale statunitense White Lion. È stata pubblicata come terzo singolo e traccia finale dell'album Pride del 1987. Ha raggiunto il terzo posto della Billboard Hot 100 e il settimo della Mainstream Rock Songs negli Stati Uniti. Altrove, ha raggiunto la posizione numero 88 della Official Singles Chart nel Regno Unito a inizio 1989.

## La canzone
Si tratta di una canzone contro la guerra, il cui testo vuole rivolgersi ai bambini e tentare di dare loro una speranza di pace in un mondo dominato dalla violenza dell'uomo. Il pezzo è stato accompagnato da un video musicale realizzato in collaborazione con l'UNICEF. Il cantante Mike Tramp ha così commentato in un'intervista del 1988:
La canzone è stata nuovamente registrata da Mike Tramp per l'album Remembering White Lion (uscito anche con il titolo di Last Roar nel 2004) e pubblicata in versione dal vivo nell'album live Rocking the USA del 2005. Sia la versione registrata nuovamente che quella dal vivo sono state pubblicate come singoli su iTunes. Una versione acustica di When the Children Cry registrata nel 2004 è stata inclusa nella compilation VH1 Classic: Metal Mania - Stripped. 
Nel 2014 è stata indicata come la 11ª più grande power ballad di tutti i tempi da Yahoo! Music.

## Tracce
1. When the Children Cry – 4:19
2. Lady of the Valley – 6:35

## Formazione
- Mike Tramp – voce
- Vito Bratta – chitarre
- James Lomenzo – basso
- Greg D'Angelo – batteria

## Classifiche
| Classifica (1989)             | Posizione massima |
| ----------------------------- | ----------------- |
| Canada                        | 5                 |
| Regno Unito                   | 88                |
| Stati Uniti                   | 3                 |
| Stati Uniti (mainstream rock) | 7                 |
| Svezia                        | 7                 |